# 蒋开儒
蒋开儒（1935年9月—），男，广西桂林市兴安县高尚镇堡里村人，曾任职于中华人民共和国深圳市罗湖区文联，作家。由他作词，印青谱曲的歌曲《走进新时代》（知名演唱者：张也）已成为中国大陆传唱甚广的知名歌曲；另一首由其作词的《春天的故事》（知名演唱者：董文华）也被广为传唱。

## 生平
1935年，蒋开儒生于广西兴安县，父亲是黄埔军校四期学员，姐夫是中華民國空軍飞行员、师长。1949年，蒋开儒并未随姐姐、姐夫去台湾，而是留在广西，在桂林中山中学读到初中二年级后于1951年2月考入中国人民解放军二十一兵团军政干部学校。
1955年，蒋开儒在部队田径运动会仅有的五个项目（跳高、跳远、投弹、标枪、铅球）均获冠军，随后从连队文化教员调到团司令部担任体育主任。1958年，由于反右扩大化，蒋开儒被发配到黑龙江萨尔图放养奶牛，半年后到穆棱县担任体委主任，此后获得牡丹江市标枪冠军，但因政审不合格，无缘参加省田径运动会。在穆棱的蒋开儒从此开始从事文学写作，1959年10月被调到穆棱县文化馆当创作员，文化大革命初期一度被批斗为“反党反社会主义反毛泽东思想大毒草”，但此后他仍以穆棱县毛泽东思想宣传队的名义进行写作。
中国决定实行改革开放政策后，蒋开儒在香港的表妹于1979年2月邀请蒋开儒当年4月赴港探亲，与在台湾居住的姐姐和在美国居住的姑妈见面，蒋开儒遂向组织递交了赴港探亲申请报告，申请最终获批，蒋开儒于1979年4月抵港，但其姐姐延至1979年5月12日抵港，蒋开儒在香港的50天内写了38首关于亲情的诗，5月27日离港，回到穆棱后升职为穆棱县文化馆馆长，后任穆棱县文化局副局长、县文联主席、县政协副主席，在穆棱创作的《喊一声北大荒》于1988年在全国首届歌词大赛中获二等奖（当时一等奖空缺）。
1992年初，蒋开儒从穆棱县政协副主席一职退居二线。同年3月，讲述邓小平南巡的长篇通讯《东方风来满眼春》公开发布，57岁的蒋开儒当年5月只身乘火车前往深圳，并前往深圳当地的蓝天国际经济交流中心应聘创作员，随后先后给《深圳商报》和《深圳特区报》投稿，均获发表，后又撰写一篇杂文《市场·文化·主旋律》并投稿至《人民日报》，半个月后成功发表。其后，在深圳体会到邓小平建设有中国特色社会主义理论成果的蒋开儒在路过深圳二线关时，将二线关的铁丝网视为“邓小平在深圳画的圈”，开始着手创作《春天的故事》，12月16日完成词作，次日投稿至《深圳特区报》，1993年1月7日以诗歌的形式在《深圳特区报》副刊发表，蒋开儒随后将诗作交给作曲家王佑贵谱曲，但王佑贵认为无从下笔；1994年，得知广东省将举办青春歌曲创作大赛的蒋开儒再次找到王佑贵为《春天的故事》谱曲，并得到了时任东深供水局副局长叶旭全的协助，《春天的故事》1994年3月由业余歌手首唱，但并未流传开来，1994年冬在一次军民联欢晚会首次公演。
1996年，蒋开儒应深圳市罗湖区邀请，开始为香港回归撰写共计10首的组歌，前9首很快便告完成，但第10首长期缺少灵感。1997年邓小平逝世后，蒋开儒一度担心“小平都走了，《春天的故事》还能唱多久”。1997年5月29日，时任中共中央总书记江泽民发表的五二九讲话明确了“一定要高举邓小平建设有中国特色社会主义理论的伟大旗帜”，这也打消了蒋开儒的疑虑，组歌第10首得以开始创作，但最初完稿时的题目为《中国有幸》，后在中央电视台领导建议下修改歌词，并改称《走进新时代》，蒋开儒随后被罗湖区文联聘用。1998年，蒋开儒夫妇将户口迁往深圳。

## 关联条目
- 印青